# La ragazza di Manhattan
La ragazza di Manhattan (The Girl from Manhattan) è un film del 1948 diretto da Alfred E. Green.
È una commedia drammatica statunitense con Dorothy Lamour, George Montgomery e Charles Laughton.

## Produzione
Il film, diretto da Alfred E. Green su una sceneggiatura e un soggetto di Howard Estabrook, fu prodotto da Benedict Bogeaus tramite la Benedict Bogeaus Production. I titoli di lavorazione furono  All's Well That Ends Well e  All's Well.

## Distribuzione
Il film fu distribuito con il titolo The Girl from Manhattan negli Stati Uniti dal 1º ottobre 1948 al cinema dalla United Artists.
Altre distribuzioni:
- in Portogallo il 30 novembre 1950 (O Anjo, o Diabo e o Amor)
- in Finlandia il 15 dicembre 1950 (Tyttö New Yorkista)
- in Italia (La ragazza di Manhattan)
- in Brasile (A Garota de Nova York)

## Promozione
Le tagline sono:
- Dottie's on the road to laughter again!
- SHE'S A BIG CITY GAL WHO KNOWS HER WAY AROUND...around men! - What she does to the home talent isn't meant to keep the home fires burning...but it keeps the home boys learning...
- Dorothy is De-lovely as America's most famous cover girl...with the maddest crew south of BING and BOB!
- 3 GUYS GO COMPLETLY L'AMOUR...in the gayest, zaniest comedy since "You Can't Take It With You"!
- The delicious story of America's most beautiful model!